# Associazione dei Planetari Italiani
L'Associazione dei Planetari Italiani a.p.s. (PLANit) è l'organizzazione, formalmente un'associazione di promozione sociale, che raccoglie i planetari esistenti in Italia. Scopo dell'Associazione è mantenere aggiornato il censimento dei planetari italiani, coordinarne l'attività, favorirne gli scambi di informazioni e di mezzi, organizzare manifestazioni che coinvolgano questi istituti, che nel loro complesso ospitano diverse centinaia di migliaia di spettatori l'anno. Per esempio, solo quello di Milano supera le 100.000 presenze .
PLANit ha sede legale e amministrativa a Lumezzane (BS), e rappresenta l'Italia al tavolo della International Planetarium Society , l'ente che coordina i planetari di tutto il mondo.

## Storia
PLANit si è costituita formalmente a Firenze nel 2008 e raccoglie l'eredità della Associazione Amici dei Planetari  (AAP), che in precedenza aveva organizzato (dal 1986 in poi) il convegno annuale dei Planetari italiani. Tra i fondatori della AAP vi furono Mario Cavedon, astronomo professionista e pioniere dei planetaristi italiani, Franco Gabici, del Planetario di Ravenna e Loris Ramponi, del Planetario di Brescia.
Fondatori di PLANit sono stati invece Lara Albanese, Fabio Peri, Loris Ramponi, Gianluca Ranzini, Walter Riva e Alessandra Zanazzi. PlanIt gestisce anche l'Archivio Nazionale dei Planetari.

## Iniziative

### Meeting nazionale
Uno dei compiti istituzionali di PLANit quello di organizzare il meeting annuale dei Planetari italiani. I meeting, prima sotto l'egida della AAP e in seguito come PlanIt, si sono svolti regolarmente ogni anno. Dal 2009 si tengono nel mese di aprile. Le ultime edizioni sono state ospitate a Pino Torinese, presso Infini.to Museo dell'astronomia e Planetario di Torino (2018), San Valentino in Campo (BZ) presso il  Planetarium Alto Adige. (2017), Bari (2016), Pino Torinese, presso Infini.to Museo dell'astronomia e Planetario di Torino (2015), al Planetario Comunale di Modena (2014), al Planetario de L'Unione Sarda di Cagliari (2013), alla  Torre del Sole di Brembate di Sopra (2012), al  Centro Don Chiavacci di Crespano del Grappa (2011) e al  Planetario Ignazio Danti di Perugia (2010).

### Giornata dei Planetari
PLANit promuove la Giornata dei Planetari che, lanciata a livello nazionale nel 1991, è stata accolta anche in altri Paesi: Belgio, Bulgaria, Danimarca, Francia, Regno Unito, Lituania, Polonia, Repubblica Ceca, Russia, Slovacchia e Ucraina. La giornata si svolge la seconda domenica di marzo.

### Giornata nazionale contro l'inquinamento luminoso
L'Associazione è promotrice di una giornata dedicata alla sensibilizzazione sul problema dell'inquinamento luminoso. In molti casi, in particolare quello dell'illuminazione stradale pubblica, gli impianti sono indirizzati in modo che la luce vada anche verso l'alto, rendendo così difficoltoso vedere il cielo stellato. Questa iniziativa di sensibilizzazione ha portato molti enti locali a disciplinare in un senso più razionale la propria illuminazione pubblica.

### Collaborazioni internazionali
PLANit contribuisce ogni anno, insieme all'Osservatorio Astronomico "Serafino Zani" di Lumezzane (BS), all'iniziativa "A week in Italy for an American, British and French planetarium operator" . Si tratta dell'opportunità, per un docente straniero, di essere invitato per 7-10 giorni in Italia per portare la propria esperienza di educatore all'interno dei planetari. Il docente, selezionato da una commissione internazionale, nel corso del soggiorno italiano svolge lezioni in lingua inglese in scuole e planetari di diverse città, e prende poi parte al meeting annuale di PlanIt.